# 家麻树
家麻树（学名：Sterculia pexa）是梧桐科苹婆属的植物。分布在老挝、泰国、越南以及中国大陆的云南、广西等地，生长于海拔300米至1,600米的地区，多生长于阳光充足的干旱坡地，目前尚未由人工引种栽培。

## 别名
棉毛苹婆（中国高等植物图鉴），九层皮（云南经济植物），哥波（壮音）